# Lot 28
Lot 28 est un canton dans le comté de Prince, Île-du-Prince-Édouard, Canada. Il fait partie de la Paroisse St. David.

## Population
- 813 (recensement de 2001)[1]
- 880 (recensement de 2006)[1]
- 882 (recensement de 2011)[2]

## Communautés
Incorporé :
- Borden-Carleton

Non-incorporé :
- Cape Traverse Landing